# Gringo
Gringo é um termo que significa "estrangeiro".

## Etimologia
"Gringo" é um termo com origem no espanhol platino. A versão mais aceita de sua origem vem do espanhol griego, em alusão a expressões como "isto é grego para mim" (indicando línguas estrangeiras não compreendidas), e remonta ao século XVIII. Outras versões são popularmente usadas, como o nome da canção Green grow lilacs, cantada pelos soldados estadunidenses na guerra contra o México (1845-1847), na qual os Estados Unidos incorporaram o sudoeste e a costa oeste do atual território estadunidense, ou as ordens de ferroviários britânicos no Brasil: red stop, green go!, embora tais versões sejam refutadas academicamente.